# 데드 오어 얼라이브 익스트림 3
데드 오어 얼라이브 익스트림 3(일본어: デッド オア アライブ エクストリーム3, Dead or Alive Xtreme 3)는 팀 닌자가 개발하고 코에이 테크모가 비치발리볼의 스핀오프 타이틀 데드 오어 얼라이브 익스트림 비치 발리볼의 2번째 후속작으로 배급한 스포츠 비디오 게임이다. 2016년에 2개의 각기 다른 플랫폼용으로 2개의 타이틀로 첫 출시되었다. 플레이스테이션 4의 경우 Dead or Alive Xtreme 3: Fortune, 플레이스테이션 비타의 경우 Dead or Alive Xtreme 3: Venus를 타이틀로 사용한다. 이 게임은 영어 옵션과 중국어 간체/정체, 한국어 옵션을 포함하여 아시아 지역에서 배급되었다. 다운로드 가능한 PC판 Dead or Alive Xtreme Venus Vacation은 2017년에 출시되었다. 플레이스테이션 4와 닌텐도 스위치 이식판 Dead or Alive Xtreme 3: Scarlet은 2019년에 출시되었으며 6일 뒤 특정 아시아 지역을 대상으로 Venus Vacation의 스팀 이식판이 잇따라 나왔다. 이 버전은 영어, 중국어 간체/정체, 한국어를 지원한다. 코로나19 범유행 기간에 Venus Vacation Steam 일본판이 2020년 8월 19일 출시되었다.

## 평가
| 평가                                               |             |
| -------------------------------------------------- | ----------- |
| 통합 점수 통합사 점수 메타크리틱 PS4: 43/100 [ 1 ] |             |
| 통합 점수                                          |             |
| 통합사                                             | 점수        |
| 메타크리틱                                         | PS4: 43/100 |